# Michel Boisrond
Michel Boisrond (Châteauneuf-en-Thymerais, 9 ottobre 1921 – La Celle-Saint-Cloud, 10 novembre 2002) è stato un regista e sceneggiatore francese.

## Biografia
Considerato uno degli autori più prolifici del cinema francese ha diretto Brigitte Bardot nel 1957 e nel 1959. Sposato con la sceneggiatrice Annette Wademant con lei collabora strettamente facendo coppia nella scrittura dei film nel periodo della loro unione. Alla Wademant, cara a François Truffaut, definita su Cahiers du cinéma brillante dialoghista che ha modernizzato coppia nel cinema francese degli anni Cinquanta, la Cinémathèque française nel 2025 consacra una retrospettiva con una selezione di film, oltre che di Boisrond, di Jacques Becker e di Max Ophuls. Georges Sadoul negli anni Sessanta dedicava a Boisrond  pochissime righe nel suo Dictionnaire du cinéastes rimarcando il fatto  dei molti successi commerciali realizzati e citando soltanto Une parisienne.

## Accoglienza
In Cinema di tutto il mondo a cura di Alfonso Canziani, dopo aver ricordato gli esordi come  assistente di Boisrond, si legge che il regista ha realizzato film commerciali e «non è mai riuscito a superare il livello della mediocrità. Notevole però la disinvoltura tecnica con cui riesce a dare credibilità anche ai soggetti più disparati e insulsi»

## Filmografia parziale
- Mademoiselle Pigalle (Cette sacrée gamine) (1956)
- C'est arrivé à Aden (1956)
- Lorsque l'enfant paraît (1956)
- Una parigina (Une parisienne) (1957)
- Le donne sono deboli (Faibles femmes) (1959)
- Furore di vivere (Le chemin des écoliers) (1959)
- Sexy girl (Voulez-vous danser avec moi?) (1959)
- La verginità, episodio di La francese e l'amore (La française et l'amour) (1960)
- Quella sera sulla spiaggia (Un soir sur la plage) (1961)
- Amori celebri (Amours célèbres) (1961)
- Antonia, episodio di Le parigine (Les parisiennes) (1962)
- Dossier 1413 (1962)
- La moglie addosso (Comment réussir en amour) (1962)
- Sciarada alla francese (Cherchez l'idole) (1964)
- Come sposare un primo ministro (Comment épouser un premier ministre) (1964)
- OSS 117, a Tokyo si muore (A' tout coeur à Tokyo pour OSS 117) (1966)
- L'uomo che valeva miliardi (L'homme qui valait des milliards) (1967)
- Una lezione particolare (La leçon particulière) (1968)
- Due occhi pieni di sole (Du soleil plein les yeux) (1970)
- On est toujours trop bon avec les femmes (1971)
- C'era una volta Pollicino (Le petit poucet) (1972)
- Con mia moglie è tutta un'altra cosa (Dis-moi que tu m'aimes) (1974)
- Un letto in società (Catherine et Cie) (1975)